# Élections législatives suédoises de 1985

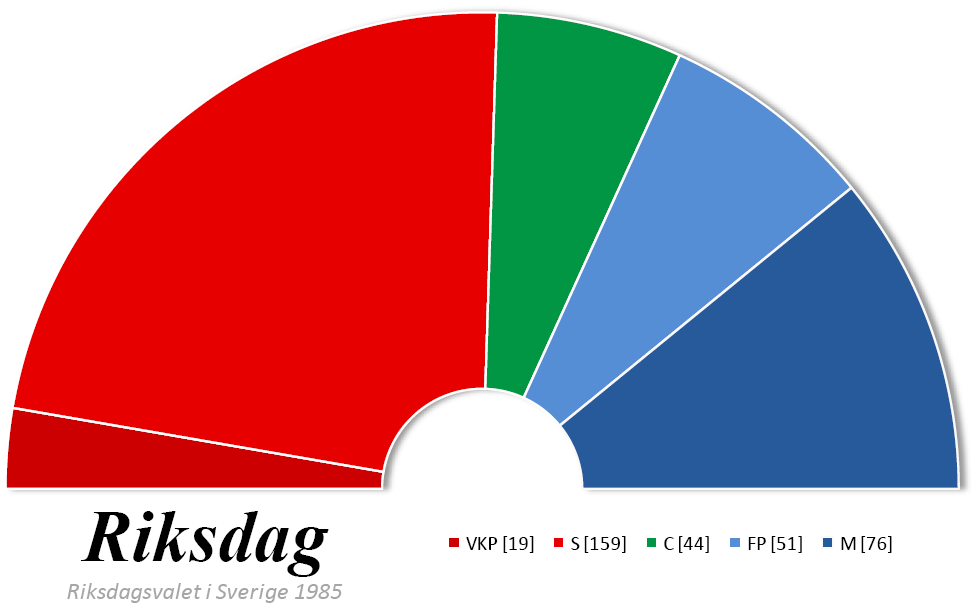
Le Riksdag après les élections.

Parti arrivé en tête par municipalité.

Les élections législatives suédoises de 1985 se sont déroulées le 15 septembre 1985. Le Parti social-démocrate d'Olof Palme reste la première force au Riksdag, mais le scrutin est principalement marqué par la très bonne performance des Parti du peuple - Les Libéraux de Bengt Westerberg, qui gagnent 30 sièges par rapport à 1982.

## Résultats
|                           |                                         |                                         |           |       |      |               |               |  |  |
| Parti                     | Parti                                   | Parti                                   | Votes     | %     | +/−  | Sièges        | +/−           |  |  |
|                           | Parti social-démocrate (S)              | Parti social-démocrate (S)              | 2 487 551 | 44,68 | 0,93 | 159           | 7             |  |  |
|                           | Modérés (M)                             | Modérés (M)                             | 1 187 335 | 21,33 | 2,31 | 76            | 10            |  |  |
|                           | Parti du peuple (FP)                    | Parti du peuple (FP)                    | 792 268   | 14,23 | 8,33 | 51            | 30            |  |  |
|                           |                                         | Parti du centre (C)                     | 490 999   | 8,82  | 6,66 | 43            | 13            |  |  |
|                           | Unité chrétienne démocrate (KDS)        | 131 548                                 | 2,36      | 0,49  | 0    | en stagnation |               |  |  |
|                           | C-KDS                                   | 73 711                                  | 1,32      | Nv.   | 1    | 1             |               |  |  |
| Le Centre (C)             | Le Centre (C)                           | 691 258                                 | 12,42     | 4,93  | 44   | 12            |               |  |  |
|                           | Parti de gauche - Les communistes (VPK) | Parti de gauche - Les communistes (VPK) | 298 419   | 5,36  | 0,2  | 19            | 1             |  |  |
|                           | Parti de l'environnement Les Verts (MP) | Parti de l'environnement Les Verts (MP) | 83 645    | 1,50  | 0,15 | 0             | en stagnation |  |  |
|                           | Autres partis                           | Autres partis                           | 26 546    | 0,48  | –    | 0             | en stagnation |  |  |
|                           |                                         |                                         |           |       |      |               |               |  |  |
| Votes valides             | Votes valides                           | Votes valides                           | 5 567 022 | 99,14 |      |               |               |  |  |
| Votes blancs et invalides | Votes blancs et invalides               | Votes blancs et invalides               | 48 220    | 0,86  |      |               |               |  |  |
| Total                     | Total                                   | Total                                   | 5 615 242 | 100   | –    | 349           | en stagnation |  |  |
| Abstentions               | Abstentions                             | Abstentions                             | 634 203   | 10,15 |      |               |               |  |  |
| Inscrits / participation  | Inscrits / participation                | Inscrits / participation                | 6 249 445 | 89,85 |      |               |               |  |  |

L'alliance entre le Parti du centre et les Chrétiens-démocrates aboutit à l'élection de 43 députés centristes (soit une perte de 13 sièges par rapport à 1982) et 1 député chrétien-démocrate : le leader du parti, Alf Svensson.